# Replonges

Replonges este o comună în departamentul Ain din estul Franței.